# TVE 50 Años
TVE 50 Años était une chaîne de télévision espagnole créée à l'occasion du 50e anniversaire de la Radiotelevisión Española.

## Historique
TVE 50 Años a commencé à émettre le 30 novembre 2005 en remplacement de Canal Nostalgia, créée en 1997. 
Elle a été créée dans le but de célébrer l'année suivante, le cinquantième anniversaire de TVE, célébration qui a eu lieu le 28 octobre 2006. 
Une fois la célébration passée, la chaîne s'éclipse le 1er janvier 2007 à 7 h et a fait place à Clan, chaîne avec laquelle elle partageait le même signal qu'elle occupa de 21 h à 7 h.

## Programmation
La programmation de la chaîne était composée principalement d'archives et des moments mémorables de la télévision espagnole.